# Ormosia lilliana
Ormosia lilliana är en tvåvingeart som beskrevs av Alexander 1940. Ormosia lilliana ingår i släktet Ormosia och familjen småharkrankar. Inga underarter finns listade i Catalogue of Life.